# Falla de San Andrés
La falla de San Andrés (en inglés: San Andreas Fault) es una falla transformante continental que discurre por unos 1200 km a través del estado de California, en Estados Unidos. Forma el límite tectónico entre la placa Norteamericana y la placa del Pacífico y su desplazamiento relativo es horizontal dextral (direccional derecho). Esta falla es famosa por producir grandes y devastadores terremotos. El sistema está compuesto por numerosas fallas o segmentos. 
El deslizamiento lateral medido en el sector central de la falla es de unos 25 mm/año, mientras que en otros, más alejados de la misma, llega a los 30 mm/año, lo que podría indicar una acumulación de deformación elástica en la zona de la falla.
Se considera que la península de Baja California se formó por la actividad de esta falla. Este mismo proceso está moviendo a la ciudad de Los Ángeles en dirección hacia la bahía de San Francisco (ambas están en lados diferentes de la falla), acercándolas a una velocidad de unos 4,6 cm por año. Este movimiento es tan lento que no puede ser percibido por el ojo humano, pero ha ocasionado numerosos daños a obras de ingeniería como acueductos, carreteras y poblados.
Debido al movimiento de la placa del Pacífico, que penetra por el golfo de California y hacia el norte de la falla de San Andrés, en los próximos 50 000 años la península de Baja California se desplazará hacia el norte, separándose de México y convirtiéndose en una isla. Se calcula que llegará frente a Alaska y Siberia en unos 50 millones de años. 
La falla de San Andrés pertenece al Cinturón de Fuego del Pacífico, una zona de elevada actividad sísmica y volcánica producto de las zonas de subducción que abarca, pero los sismos de esta zona también son producto de numerosas fallas de transformación. San Andrés es una de ellas.
En 1965, la falla fue designada hito natural nacional, debido a que es una de las mejores ilustraciones del desplazamiento de la tierra causado por pequeños movimientos corticales.

## Actividad tectónica reciente

Situación geográfica de la falla de San Andrés.

Como consecuencia de esta falla se originan numerosos terremotos, habiendo acontecido algunos de considerable magnitud como los de 1857, extendiéndose desde Parkfield hasta El Cajón (magnitud estimada: 8,0); el de San Francisco de 1906 (magnitud estimada: 7,8); el terremoto de Loma Prieta de 1989, cerca de Santa Cruz, California (magnitud: 7,1), El Centro en 1940, en Baja California, en México el 4 de abril de 2010 (magnitud 7,2), San Francisco el 24 de agosto de 2014 (magnitud 6,1), Baja California, México, el 13 de septiembre de 2015 (magnitud 6,6) y el más reciente California, Estados Unidos, el 5 de julio de 2019 (magnitud 7,1).
El viernes 8 de febrero de 2008 hubo un temblor de magnitud 5,4 en la escala de Richter a las 11:40 p. m. que tuvo lugar en Mexicali, Baja California. El lunes 11 de febrero de 2008 a las 10:29 a. m., otro sismo de una magnitud de 5,0 tuvo lugar en Mexicali, Baja California, sobre el volcán Cerro Prieto, cerca de la falla de San Andrés. Posteriormente ese día, a las 20:32, ocurrió otro sismo de 5,1 en la misma falla de Cerro Prieto, con aproximadamente 600 réplicas cercanas a la ciudad de Mexicali, Baja California entre los días 8 y 22 de febrero de 2008. El último sismo fuerte fue de 5,7 en la escala de Richter con epicentro cerca del conocido volcán.
El martes 29 de julio de 2008 un sismo de 5,4 en la escala de Richter sacudió la ciudad de Los Ángeles a las 11:47 a. m., catalogado por el servicio de geografía como de magnitud moderada.
El domingo 10 de octubre de 2009, a las 11:59 horas, se registró un sismo de 6,9 en la escala de Richter. Se dejó sentir en lugares como Culiacán y Los Mochis, La Paz, y otros lugares de la región. El miércoles 30 de diciembre del mismo año se registró un sismo de 5,9 en la escala de Richter en la ciudad de Mexicali, Baja California, que duró aproximadamente 35 segundos y se sintió en las ciudades de Mexicali, Tecate, Tijuana, Rosarito, Ensenada (Baja California), Calexico, El Centro y San Luis Río Colorado (Sonora). El mismo día se registró una réplica de 5,1 en la escala de Richter en las cercanías de Mexicali sin registrarse daños ni pérdidas materiales.
El domingo 4 de abril de 2010 el Terremoto de Baja California de 7,2 en la escala sismológica de Richter con epicentro localizado en el poblado de Guadalupe Victoria azotó fuertemente a la región de Baja California y Sonora dejando un saldo de 4 personas muertas y 182 heridos. El sismo se hizo sentir en varias ciudades de México y Estados Unidos como Los Ángeles, Salinas, San Diego, Calexico, Moreno Valley y otras más, además en México se sintió con mayor intensidad en Mexicali, San Luis Río Colorado, Ensenada, Tijuana, Rosarito, Tecate, en el Golfo de Santa Clara y Puerto Peñasco. 
Uno de los más recientes tuvo lugar el 17 de agosto de 2015 en la ciudad de San Francisco, con una magnitud de 6,1 en escala de Richter. Este sismo no fue tan devastador como los anteriores y solo hubo daños materiales.
Además hubo otro con una magnitud de 6,6 en la escala de Richter, el 13 de septiembre de 2015 en Baja California, México. No produjo daños materiales ni víctimas, solo pánico en la población.
El jueves 8 de diciembre de 2017, se registra un terremoto escala 6,4 en la costa oeste de California, sin dejar daños materiales ni muertes. A pesar de ello, el Centro Geológico de Estados Unidos llamó a tener precaución en las zonas cercanas a las fallas.
La noche del viernes 5 de julio de 2019, se registra un terremoto escala 7.1. Su epicentro fue en Ridgecrest (California). El mayor terremoto registrado en California en 20 años.

## Riesgo inminente
La mayor preocupación radica en el extremo sur de la falla, pues se tienen registros previos de actividad sísmica cada 150 años aproximadamente, cuando ahora, ya han pasado 300 años sin que esta parte haya tenido movimiento, lo que sin duda representa una acumulación de energía que al momento de liberarse podría desatar uno de los terremotos más destructores de la historia. La ciudad de Los Ángeles y comunidades aledañas, se preparan para una situación de emergencia, ya que los científicos pronostican que este sismo de gran magnitud se presentará dentro de los próximos 30 años.

## Enlaces
- Wikimedia Commons alberga una categoría multimedia sobre Falla de San Andrés.
- Observatorio de eventos producidos

- Datos: Q191218
- Multimedia: San Andreas Fault / Q191218